# Netherlands Tri-Nation Series 2025
Die Netherlands Tri-Nation Series 2024 war ein Cricket-Turnier, das in den Niederlanden im ODI-Cricket ausgetragen wurde. Es war Bestandteil der ICC Cricket World Cup League 2 2024–2026. Am Drei-Nationen-Turnier, das vom 4. bis zum 16. Mai 2025 stattfand, traten neben dem Gastgeber aus den Niederlanden die Nationalmannschaft aus Schottland und der Vereinigten Arabischen Emirate gegeneinander an. Die Niederlande gewannen das Turnier.

## Vorgeschichte
Für alle Mannschaften war es die erste Tour der Saison.

## Format
In einer Gruppe spielte jede Mannschaft gegen jede andere zwei Mal. Für einen Sieg gab es zwei, für ein Unentschieden oder No Result einen Punkt. Es wurde auch ein Spiel zwischen Schottland und den Vereinigten Arabischen Emiraten abgehalten, dass bei der United Arab Emirates Tri-Nation Series 2023/24 auf Grund eines Sturmes abgesagt werden musste.

## Stadien
Das folgende Stadion wurde für das Turnier ausgewählt.
| Stadion                     | Stadt      | Kapazität | Spiele        |
| --------------------------- | ---------- | --------- | ------------- |
| VRA Cricket Ground          | Amstelveen | 04.500    | 1. – 4. Spiel |
| Sportpark Maarschalkerweerd | Utrecht    |           | 5. – 7. Spiel |

## Kaderlisten
Die Mannschaften gaben vor der Tri-Series folgende Kader bekannt.
| ODI | ODI | ODI |
| Niederlande | Schottland | Ver. Arab. Emirate |
| --- | --- | --- |
| - Scott Edwards (K, wk) - Shariz Ahmad - Noah Croes - Bas de Leede - Aryan Dutt - Vivian Kingma - Fred Klaassen - Kyle Klein - Michael Levitt - Zach Lion-Cachet - Teja Nidamanuru - Max O’Dowd - Vikramjit Singh - Roelof van der Merwe - Paul van Meekeren | - Richie Berrington (K) - Charlie Cassell - Matthew Cross (wk) - Brad Currie - Jasper Davidson - Chris Greaves - Jack Jarvis - Michael Leask - Christopher McBride - Finlay McCreath - Brandon McMullen - George Munsey - Safyaan Sharif - Charlie Tear (wk) - Mark Watt | - Rahul Chopra (K, wk) - Zahid Ali - Vriitya Aravind (wk) - Muhammad Jawadullah - Sagar Kalyan - Aayan Afzal Khan - Asif Khan - Dhruv Parashar - Alishan Sharafu - Aryansh Sharma (wk) - Sanchit Sharma - Junaid Siddique - Simranjeet Singh - Tanish Suri (wk) - Muhammad Waseem |

## Wiederholungsspiel
| 4. Mai Scorecard | Amstelveen | Ver. Arab. Emirate 225-9 (50)    | – | Schottland 226-7 (46.2) |
|                  |            | Schottland gewinnt mit 3 Wickets |   |                         |

Schottland gewann den Münzwurf und entschieden sich als Feldmannschaft zu beginnen. Als Spieler des Spiels wurde George Munsey ausgezeichnet.

## Spiele
Tabelle
| Teams              | Sp. | S | N | NR | P | NRR    |
| ------------------ | --- | - | - | -- | - | ------ |
| Niederlande        | 4   | 3 | 1 | 0  | 6 | +0.314 |
| Schottland         | 4   | 2 | 2 | 0  | 4 | +0.889 |
| Ver. Arab. Emirate | 4   | 1 | 3 | 0  | 2 | −1.127 |

Spiele
| 6. Mai Scorecard | Amstelveen | Niederlande 272-7 (50)           | – | Ver. Arab. Emirate 159 (41.2) |
|                  |            | Niederlande gewinnt mit 113 Runs |   |                               |

Die Ver. Arab. Emirate gewannen den Münzwurf und entschieden sich als Feldmannschaft zu beginnen. Als Spieler des Spiels wurde Scott Edwards ausgezeichnet.
| 8. Mai Scorecard | Amstelveen | Ver. Arab. Emirate 296-6 (50)          | – | Schottland 199 (43.3) |
|                  |            | Ver. Arab. Emirate gewinnt mit 97 runs |   |                       |

Die Ver. Arab. Emirate gewannen den Münzwurf und entschieden sich als Feldmannschaft zu beginnen. Als Spieler des Spiels wurde Rahul Chopra ausgezeichnet.
| 10. Mai Scorecard | Amstelveen | Niederlande 282-7 (50)          | – | Schottland 263-9 (50) |
|                   |            | Niederlande gewinnt mit 19 Runs |   |                       |

Die Niederlande gewannen den Münzwurf und entschieden sich als Schlagmannschaft zu beginnen. Als Spieler des Spiels wurde Paul van Meekeren ausgezeichnet.
| 12. Mai Scorecard | Utrecht | Ver. Arab. Emirate 204-9 (50)     | – | Niederlande 205-5 (36) |
|                   |         | Niederlande gewinnt mit 5 Wickets |   |                        |

Die Ver. Arab. Emirate gewannen den Münzwurf und entschieden sich als Schlagmannschaft zu beginnen. Als Spieler des Spiels wurde Kyle Klein ausgezeichnet.
| 14. Mai Scorecard | Utrecht | Ver. Arab. Emirate 161 (47.5)    | – | Schottland 162-2 (24.2) |
|                   |         | Schottland gewinnt mit 8 Wickets |   |                         |

Die Ver. Arab. Emirate gewannen den Münzwurf und entschieden sich als Schlagmannschaft zu beginnen. Als Spieler des Spiels wurde Brandon McMullen ausgezeichnet.
| 16. Mai Scorecard | Utrecht | Schottland 380-9 (50)           | – | Niederlande 235 (42.1) |
|                   |         | Schottland gewinnt mit 145 Runs |   |                        |

Die Niederlande gewannen den Münzwurf und entschieden sich als Feldmannschaft zu beginnen. Als Spieler des Spiels wurde Brandon McMullen ausgezeichnet.